# Kampfgruppen der Arbeiterklasse
Kampfgruppen der Arbeiterklasse (zkráceně KdA, ~ Bojové skupiny dělnické třídy) byla polovojenská organizace v NDR, která byla založena po lidovém povstání v roce 1953 a rozpuštěna v roce 1990.

## Organizace
Organizace se skládala z maximálně asi 400 000 dobrovolníků. V roce 1989 však počet členů již klesl na 210 000, z nichž pouze 187 000 bylo v aktivní službě a zbytek byli záložníci. Nábor probíhal v továrnách a dalších podnicích zvláštním odborem Sjednocené socialistické strany Německa (SED). Vstup do KdA byl na principu dobrovolnosti, ale členové SED měli stranickou povinnost v Kampfgruppen po určitou dobu sloužit.
Organizace KdA byla podřízena velení Ústředního výboru SED (Zentralkomitee der SED, ZK SED). Byla to ve skutečnosti stranická armáda. Všechny rozkazy a rozhodnutí pocházely z politbyra ZK SED, které také dohlíželo na ostatní ozbrojené síly NDR prostřednictvím své bezpečnostní komise (Sicherheitskommission). Výcvik a vybavení KdA poskytla Volkspolizei.
Velitelé praporů a setnin (Hundertschaften, ~ rot) byli jmenováni stranickou organizací v nejdůležitějších továrnách a podnicích. Jmenování pak bylo potvrzováno okresním vedením SED.
Bojové skupiny existovaly ve všech větších podnicích v NDR.

## Úloha
KdA byly organizována jako jednotky pěchoty, doplňující Nationale Volksarmee a Volkspolizei, a zasahující při nepokojích politické povahy, jako byly protesty proti vládě, anebo v roli týlové bezpečnostní síly pro případ války.

## Hodnosti

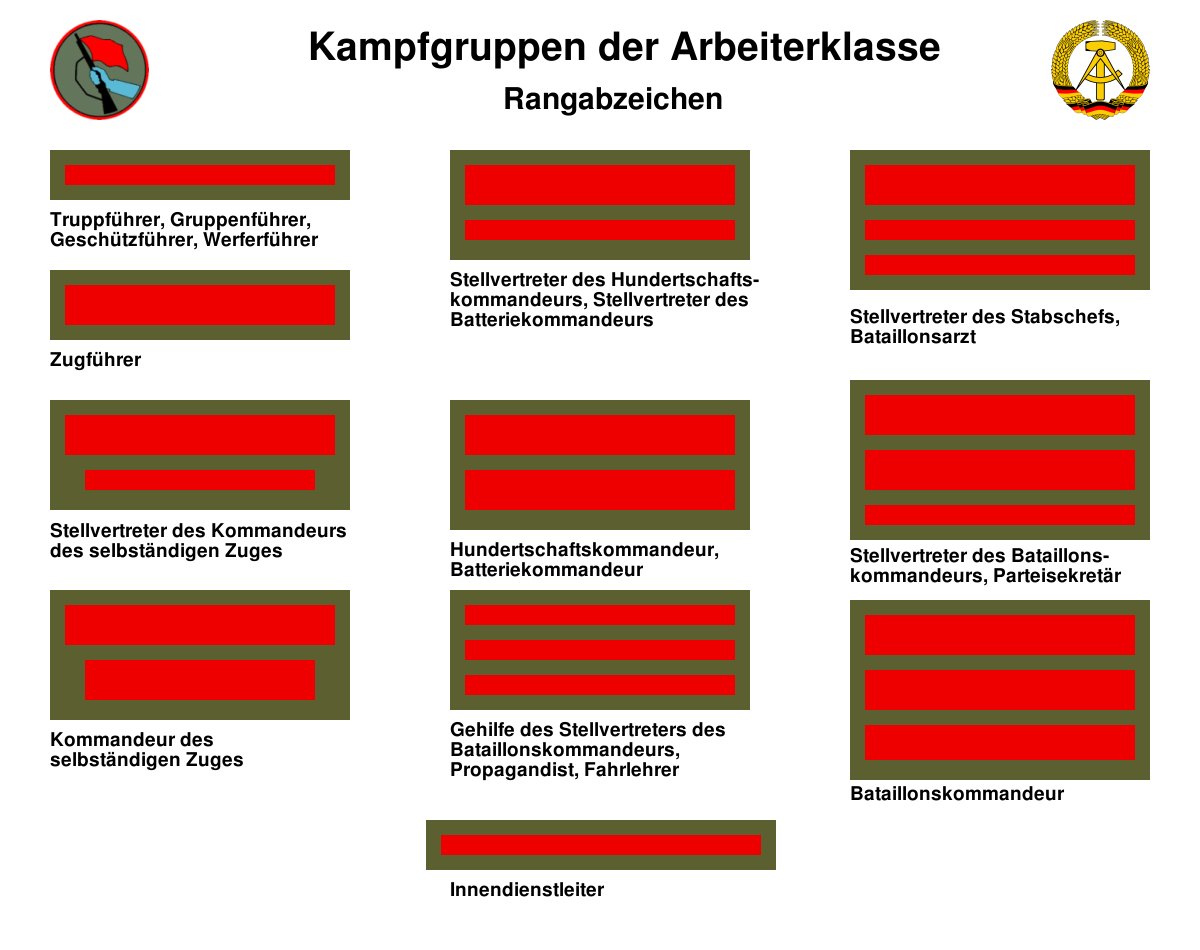
Hodnosti v KdA

| Oficiální označení                                                                      | překlad                                                                |
| --------------------------------------------------------------------------------------- | ---------------------------------------------------------------------- |
| Truppführer / Gruppenführer / Geschützführer / Werferführer                             | vůdce družstva / vůdce skupiny / velitel děla / velitel minometu       |
| Innendienstleiter                                                                       | staršina setniny                                                       |
| Zugführer                                                                               | velitel čety                                                           |
| Stellvertreter des Kommandeurs des selbständigen Zuges                                  | zástupce velitele samostatné čety                                      |
| Stellvertreter des Hundertschaftskommandanten / Stellvertreter des Batteriekommandanten | zástupce velitele setniny / baterie                                    |
| Hundertschaftskommandeur / Batteriekommandeur                                           | velitel setniny / baterie                                              |
| Gehilfe des Stellvertreters des Bataillonskommandeurs / Propagandist / Fahrlehrer       | pobočník zástupce velitele praporu / propagandista / instruktor řízení |
| Stellvertreter des Stabschefs / Bataillonsarzt                                          | zástupce náčelníka štábu / praporní lékař                              |
| Stellvertreter des Bataillonskommandeurs, Parteisekretär                                | zástupce velitele praporu / stranický tajemník                         |
| Bataillonskommandeur                                                                    | velitel praporu                                                        |

## Galerie

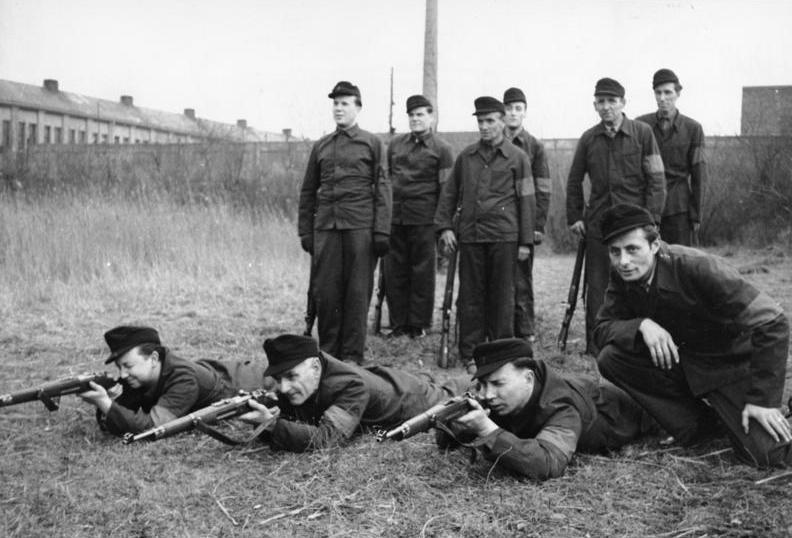
Střelecký výcvik KdA, 1956
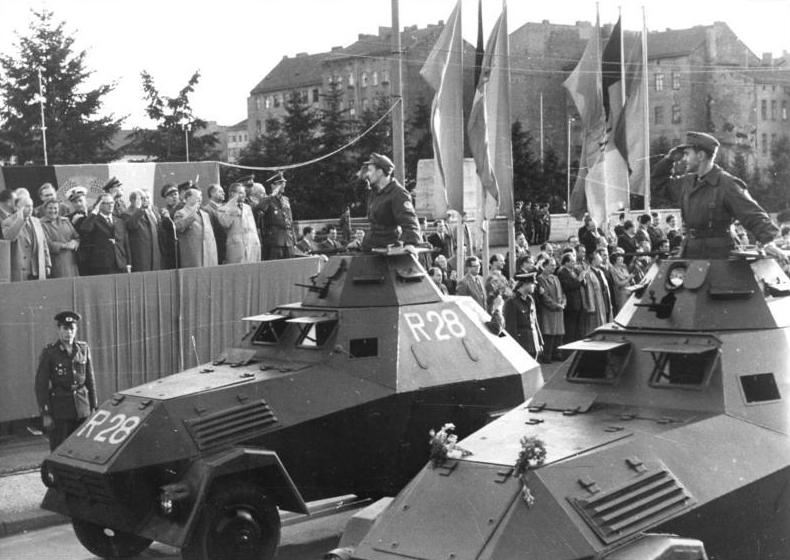
Obrněné vozy Sonder Kfz-1, 1961
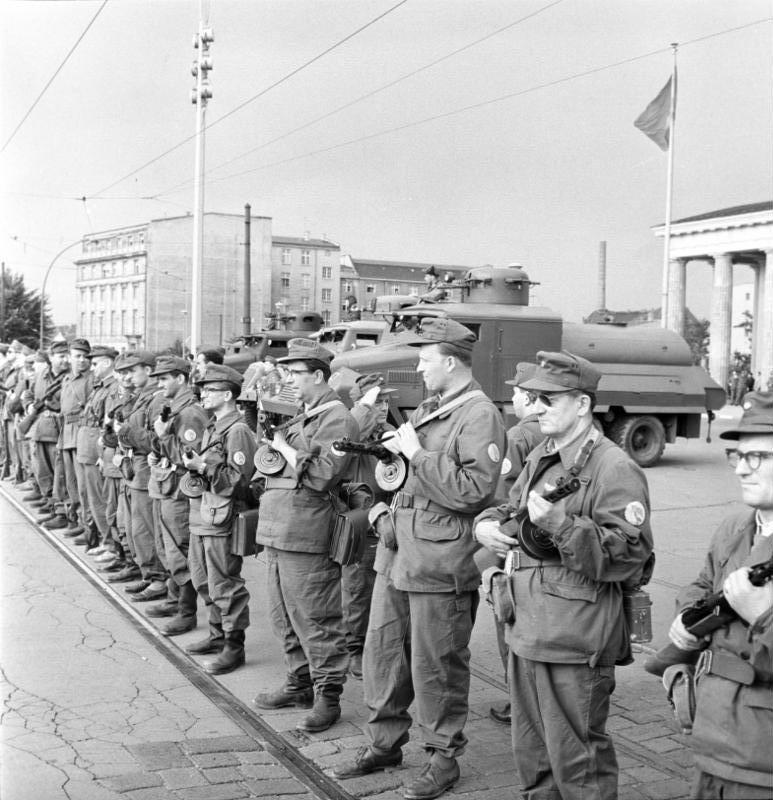
KdA u Braniborské brány během stavby Berlínské zdi v roce 1961
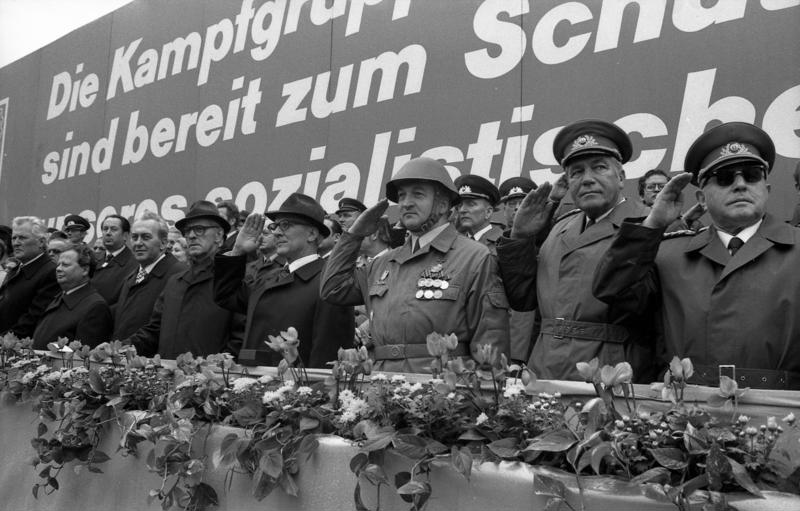
Přehlídka k 25. výročí KdA, 1978
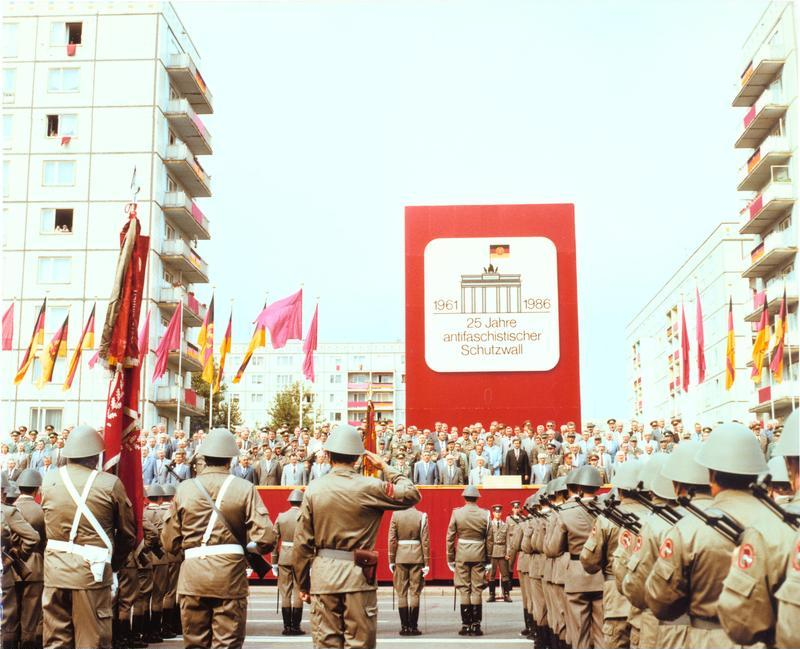
Přehlídka k 25. výročí stavby Berlínské zdi, 1986